# مرگ جمال عبدالناصر
مرگ جمال عبدالناصر مرگی مشکوک و ناگهانی بود که مردم جهان عرب را بُهت‌زده کرد و باور اینکه او به مرگ طبیعی مرده باشد برای بسیاری سخت بود. در تشیع جنازه ناصر حدود پنج میلیون نفر شرکت کردند.

## در مورد جمال عبدالناصر
جمال عبدالناصر دومین رئیس‌جمهور مصر از ۱۹۵۶میلادی تا هنگام مرگ بود. رئیس‌جمهور انقلابی مصر در سال‌های ۱۹۷۰–۱۹۵۶، شخصیت شناخته شده حرکت به سمت مدرنیسم و ترویج حق تعیین سرنوشت و عدم وابستگی و گسترش اندیشه عدم تعهد در آفریقا بوده‌است.
سیاست‌های ملی‌گرایانه ناصر که منجر به ملی شدن کانال سوئز و همچنین مبارزه با توسعه‌طلبی اسرائیل بود، او را تبدیل به چهره‌ای قابل‌اتکا در میان اعراب و ملل آفریقایی کرد. چنان‌که ناصریسم به هواداری از اندیشه‌های سیاسی وی در میان ملل عرب و آفریقایی در دهه ۱۹۵۰ و ۱۹۶۰ اشاره دارد.

## مرگ

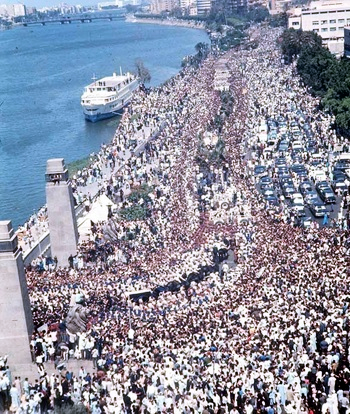
تصویری از مراسم خاکسپاری ناصر در قاهره که پنج میلیون در آن شرکت کردند تاریخ: ۱ اکتبر ۱۹۷۰.

پس از پایان نشست در ۲۸ سپتامبر ۱۹۷۰، ناصر از سکته قلبی رنج برد. سریع به منزلش منتقل شد تا پزشکان وی را معاینه کنند. ناصر پس از چند ساعت حدود ساعت ۱۹ درگذشت. هیکل، سادات، و همسر عبد الناصر در بستر مرگ او حضور داشتند. به گفته دکترش، الصاوی حبیبی، دلیل احتمالی مرگ ناصر گرفتگی رگ‌ها، الدوالی و اوت بلند مدت دیابت بوده‌است. همچنین ناصر زیاد سیگار می‌کشیده‌است و افزون بر آن سابقه بیماری قلبی در خانواده‌اش وجود داشت که منجر به مرگ دو تن از برادرانش در ده پنجاه قرن ۲۰ میلادی به همان حالت شد. با وجود آن اوضاع سلامتی ناصر برای مردم، قبل از وفاتش مشخص نبود.

## احتمال ترور

### روایت محمد هیکل
در سال ۲۰۱۰ ادعای هدی با تأیید ضمنی محمدحسنین هیکل شخصیت فرهنگی معروف جهان عرب و مصر و دوست صمیمی و شاهد مرگ ناصر همراه شد. هیکل در سپتامبر ۲۰۱۰ در برنامه تجربه زندگی (تجربه حیاة) در تلویزیون الجزیره در این مورد گفت:
ٰ
جمال عبدالناصر سه روز پیش از مرگش در سوئیت شخصی خود در هتل نیل هیلتون قاهره در حال گفتگو با یاسر عرفات برای پایان دادن به درگیری فدائیان فلسطینی با ارتش اردن بود که بحث بالا گرفت و حال عبدالناصر منقلب شد. تا آنجا که برخاست و به یاسر عرفات گفت یا پا می‌شوی می‌رویم پایین در تالار اجتماعات و پایان بی‌نتیجهٔ مذاکرات را اعلام می‌کنیم یا اینکه می‌نشینیم حرف جدی می‌زنیم و به توافق می‌رسیم. سادات که حال عبدالناصر را چنین دید گفت رئیس، تو به یک فنجان قهوه نیاز داری من خودم برایت درست می‌کنم بعد رفت توی آشپزخانه اما وقتی قهوه درست می‌کرد محمدداوود آشپز مخصوص عبدالناصر را که از سیاهپوستان نوبه‌ای بود از آشپزخانه بیرون کرد، بعد قهوه را به دست خودش آورد و به عبدالناصر داد و او هم قهوه را نوشید.
با این حال او تأکید کرد که در حال حاضر هیچ‌کس نمی‌تواند ثابت کند که انور سادات در قهوه جمال عبدالناصر زهر ریخته بود و در هتل نیل هیلتون هم هیچ نوع زهری پیدا نشد. این مرگ مشکوک همچنان در هاله‌ای از ابهام قرار دارد. هیکل همچنین مدعی شد که سازمان‌های اطلاعاتی آمریکا، اسرائیل، فرانسه و بریتانیا و همچنین پادشاه ایران و پادشاه عربستان سعودی بارها برای قتل عبدالناصر توطئه کرده بودند.

### روایت عاطف ابوبکر
رهبر نظامی فلسطینی، عاطف ابوبکر در مصاحبه با العربیه گفت که رئیس‌جمهور هنگام بازدید از خرطوم و افتتاح نمایشگاه انقلاب فلسطین در روز ۲ ژانویه ۱۹۷۰ مسموم شد و صبری البنا و جعفر النمیری در پشته‌پرده مسموم کردن عبدالناصر قرار داردند.

## تشیع جنازه ناصر
بعد از اعلام خبر مرگ ناصر، حالتی از شک مصر و جهان عرب را فراگرفت. در مراسم خاکسپاری ناصر در قاهره در ۱ اکتبر حدود پنج میلیون حضور یافتند. تمامی رئیسان کشورهای عرب به جز پادشاه عربستان ملک فیصل حضور یافتند. ملک حسین و رئیس سازمان آزادی‌بخش فلسطین یاسر عرفات علناً گریه کردند و معمر قذافی از به‌هم‌ریختگی عاطفی دو بار غش کرد. تعداد کمی از شخصیت‌های بزرگ غربی نظیر نخست‌وزیر جماهیر شوروی آلکسی کاسیگین و نخست‌وزیر فرانسه ژاک شابان-دلما حضور یافتند.

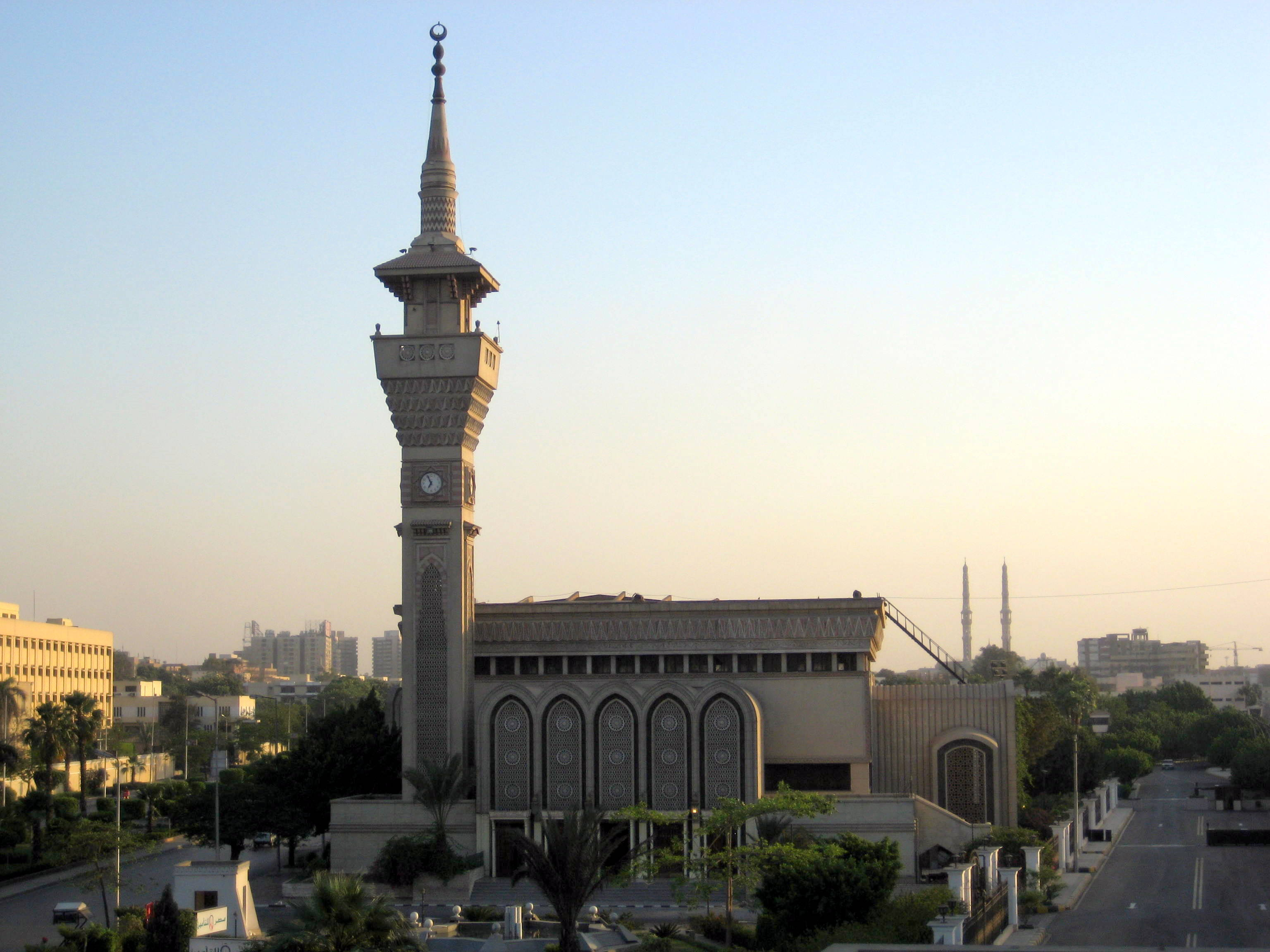
مسجد عبد الناصر در قاهره، محل دفنش.

پس از حرکت کاروان حامل تابوت ناصر مردم عزادار شعار «لا إله إلا الله، ناصر حبیب‌الله است… همگیمان ناصر هستیم» را سر دادند. پلیس تلاش کرد که مردم را آرام کند اما بی‌فایده بود که در اثر آن بیشتر شخصیت‌های خارجی را از مراسم خارج کردند. مقصد نهایی تابوت ناصر مسجد النصر بود و در آنجا دفن شد و اسم این مسجد نیز به دلیل اینکه محل دفن ناصر بود به مسجد جمال عبد الناصر تغییر نام داده شد.

طبق نوشته نُتینگ، به دلیل توانش در جریحه‌دار کردن احساسات قومی، پس از شنیدن این خبر «مردان، زنان و کودکان گریه کردند و در خیابان‌ها ناله سر می‌دادند». واکنش جهان عرب عزا داری بود و هزاران نفر به خیابان‌های اصلی شهرها در سرتاسر جهان عرب ریختند. سعید السبع مسؤول گروه خلق فلسطین راهپیمایی مسلحی فدائیان فلسطینی در طرابلس برپا کرد. همچنین راهپیمایی بزرگی در بیروت برپا شد که ده تن در نتیجه شلوغی جان باختند. در اورشلیم، نزدیک به ۷۵٬۰۰۰ عربی خلال شهرک قدس به راه افتادند و شعار «ناصر هرگز نمی‌میرد» را سر دادند. شریف حتاته، زندانی سیاسی سابق، عضو دانشگاه ولایت آریزونا در زمان جمال عبد الناصر، گفت: 
بزرگ‌ترین دستاورد ناصر مراسم خاکسپاری‌اش بود. جهان برای بار دیگر پنج میلیون نفر که با هم گریه کنند را به چشم نخواهد دید.

### کتاب‌ها
- Nutting, Anthony (1972), Nasser, New York City: E.P. Dutton, ISBN 978-0-525-16415-9
- Aburish, Said K. (2004), Nasser, the Last Arab, New York City: St. Martin's Press, ISBN 978-0-312-28683-5
- Weston, Mark (2008), Prophets and Princes: Saudi Arabia from Muhammad to the Present, New York: John Wiley & Sons, ISBN 978-0-470-18257-4
- Botman, Selma (1988), The Rise of Egyptian Communism, 1939–1970, New York City: Syracuse University Press, ISBN 978-0-8156-2443-1
- Nelson, Cynthia (2000), Situating Globalization: Views from Egypt, Bielefeld: Transcript, ISBN 978-3-933127-61-7